# Religião nas Ilhas Feroé
Religião nas Ilhas Feroé
Religião nas Ilhas Feroé (ou Ilhas Faroé) consiste em grande parte de luteranos membros da Igreja das Ilhas Feroé, mas também inclui grupos protestantes menores, como o Irmãos Abertos, as Testemunhas de Jeová, alguns católicos, e adeptos de religiões não-cristãs.

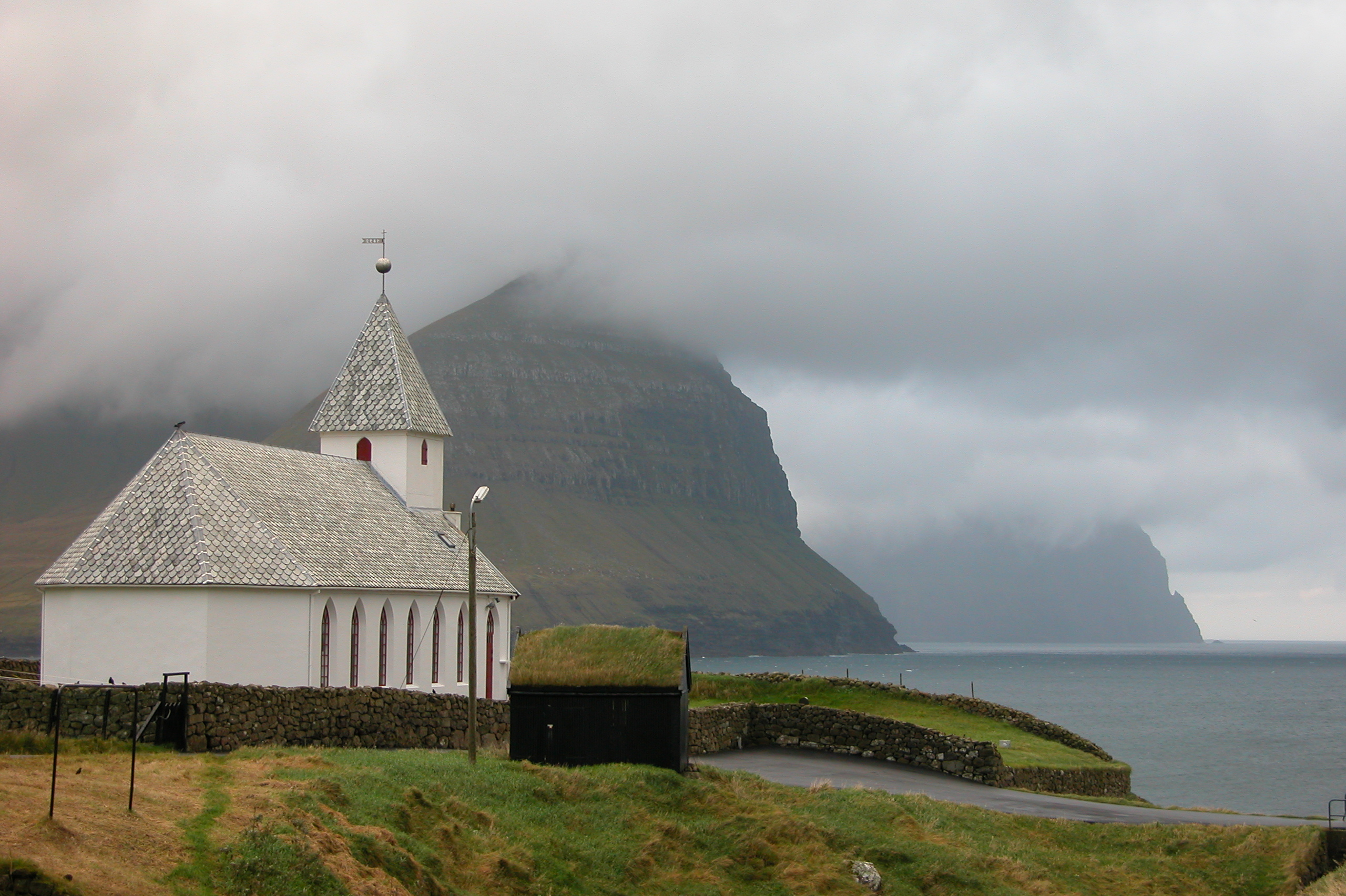
Igreja de Viðareiði, construída em 1892

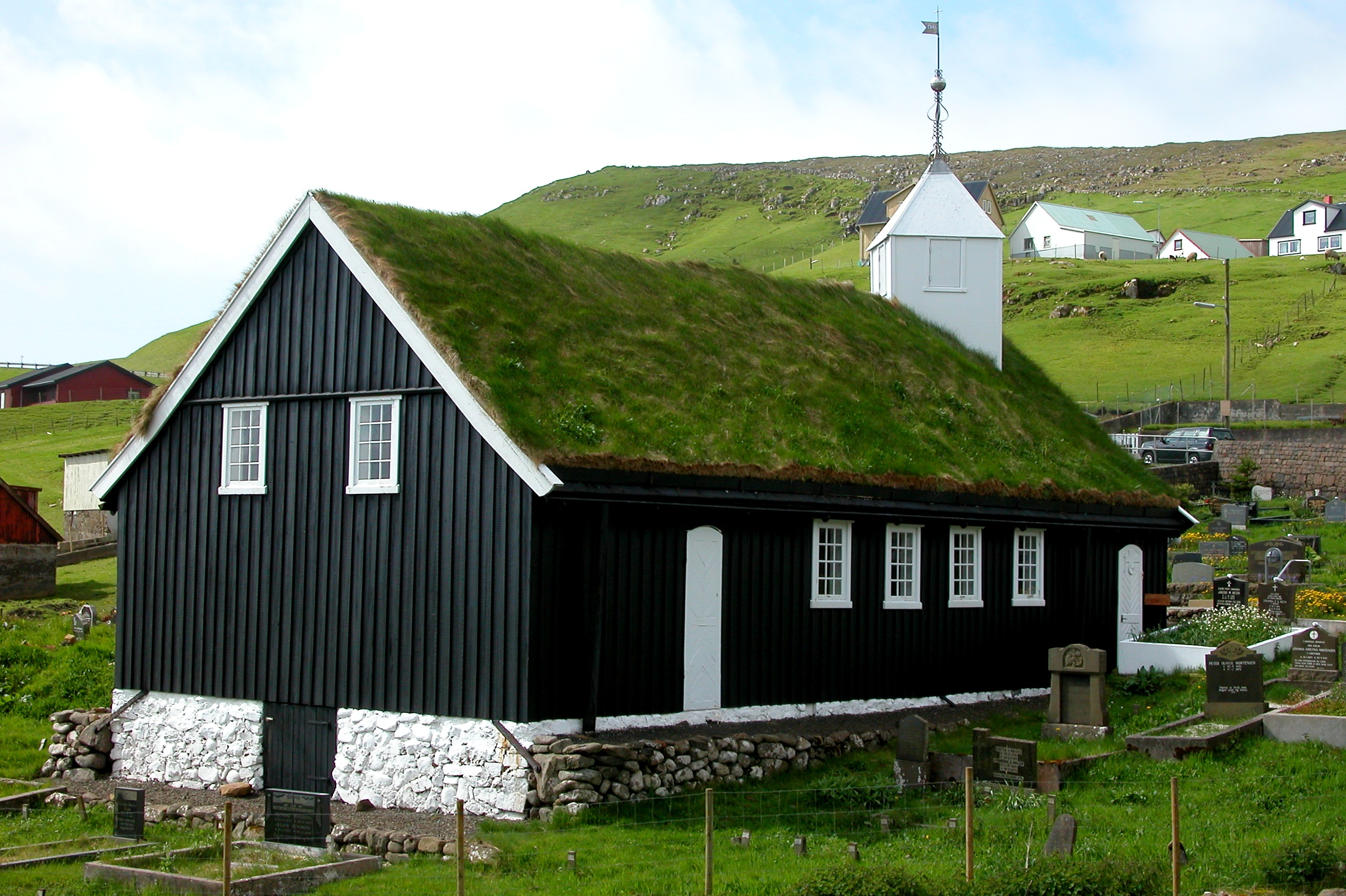
Igreja de Porkeri, construída 1847

As Ilhas Feroé estão localizadas entre a Escócia e a Islândia, e são parcialmente governadas pela Dinamarca, e como tal, as pessoas praticam a mesma religião que os dinamarqueses, embora a prática religiosa e a participação é hoje em dia mais ampla e intensa entre os feroeses do que entre os dinamarqueses.
As Ilhas Feroé se foram cristianizadas entre os anos 850 e 1000. Existe evidência para conversões por missionários celtas antes de 850, mas o catolicismo só chegou às ilhas por este último ano. A Saga dos Færeyinga é muitas vezes citada, em relação à disseminação da cristandade nas ilhas, afirmando que o rei da Noruega à época, Olavo I, disse a Sigmundur Brestisson para ir de navio para as Ilhas Feroé, com ordens bem claras: ele deveria fazer as 18 pequenas ilhas cristãs, o que foi conseguido, de acordo com a fonte. Este evento se acredita ter ocorrido por volta de 1000, mas as Ilhas Feroé não estabeleceram uma congregação organizada aderente aos conceitos católicos antes de cerca de 1100.
Originalmente pertencentes à Noruega, as ilhas caíram sob a jurisdição da Dinamarca em 1523. O último bispo das Ilhas Feroé foi Ámundur Ólavsson, que foi substituído pelo primeiro bispo luterano, Jens Gregerson Riber, em 1540.
Se contados separadamente, o movimento carismático é o terceiro maior grupo religioso nas ilhas.
Hoje, a Igreja Católica é uma minoria muito pequena, somando apenas cerca de 130 pessoas. Há também pequenos grupos de adventistas do sétimo dia, testemunhas de Jeová e bahá'ís no país.